# クレエラム (ワシントン州)
クレエラム（Cle Elum）は、アメリカ合衆国ワシントン州キッティタス郡の都市。人口は1,755人（2000年）である。

## 地理
北緯47度13分6.3秒、西経120度57分46.48秒に位置している。
アメリカ合衆国統計局によると、総面積3.8 km2 (3.5 mi2) である。このすべてが陸地である。

## 人口
2000年国勢調査では、人口1,755人、792世帯、1448家族が暮らしている。人口密度は457.8/km2 (1,182.8/mi2) である。249.4/km2 (644.3/mi2) の平均的な密度に956軒の住宅が建っている。この都市の人種的な構成は白人95.16%、アフリカン・アメリカン0.51%、ネイティブ・アメリカン1.03%、アジア0.57%、太平洋諸島系%、その他の人種0.85%、混血1.88%である。この人口の3.36%はヒスパニックまたはラテン系である。
全世帯のうち、18歳未満の子供と同居している世帯が67.4%、夫婦のみの世帯が63.1%、未婚女性の世帯が10.9%であり、43.4%は家族を持たない。個人名義の世帯主が35.4%、そのうち65歳以上が16.2%である。世帯ごとの平均人数は2.22人、家族ごとの平均人数は2.87人である。
18歳未満の未成年が23.2%、18歳以上24歳以下が7.6%、25歳以上44歳以下が26.7%、45歳以上64歳以下が24.6%、65歳以上が17.9%、平均年齢は40歳である。女性100人に対して男性は93.1人である。18歳以上の女性100人に対して男性は92.3人である。
この都市の世帯ごとの平均的な収入は28,144 USドルであり、家族ごとの平均的な収入は39,000 USドルである。男性は32,750 USドルに対して女性は26,645 USドルの平均的な収入がある。この都市の一人当たりの収入 (per capita income) は16,620 USドルである。人口の17.4%及び家族の20.8%は貧困線以下である。全人口のうち18歳未満の22.3%及び65歳以上の18.5%は貧困線以下の生活を送っている。